# Masai (voilier)
Caisses réunionnaises Complémentaires depuis 2022
Pour les articles homonymes, voir Masai (homonymie).
Masai est un voilier monocoque lancé en 2011, conçu pour la course au large dans la catégorie Class40.
Il porte les couleurs de Bureau Veritas de 2011 à 2012, de IX Blue en 2012, de Mr Bricolage en 2013, de IX Blue-BRS en 2014, de Chocolats Paries - Coriolis Composite de 2018 à 2019, et de Caisses réunionnaises Complémentaires depuis 2022.

## Historique

### Bureau Veritas
Mis à l'eau en 2011 sous les couleurs de la société Bureau Veritas, le monocoque remporte dès sa première saison le Record SNSM et Les Sables-Horta-Les Sables.
Pour sa première Route du Café, le voilier prend le départ entre les mains de Stéphane Le Diraison et Thomas Ruyant. Le 6 novembre, à la suite d'une avarie du bout-dehors, le Class40 et son équipage sont contraints à l'abandon.
L'année suivante, le monocoque décroche la seconde place de la Solidaire du Chocolat.

### Mr Bricolage
En 2013, le monocoque prend les couleurs de l'entreprise Mr Bricolage avec pour objectif la prochaine Route du Café.
Le voilier prend le départ de la Transat Jacques Vabre skippé par Damien Rousseau et Matthieu Alluin. Le duo arrive la dix-septième place à Itajaí.

### IX Blue-BRS
Aux couleurs d'IX Blue-BRS et skippé par Stéphane Le Diraison c'est le quatrième Class40 à franchir la ligne d'arrivée à Pointe-à-Pitre lors de la Route du Rhum 2014.

### Chocolats Paries - Coriolis Composite
Pour l'édition 2018 de la Route du Rhum, le voilier aux couleurs de Chocolats Paries - Coriolis Composite skippé par Jean-Baptiste Daramy décroche la dixième place à l'arrivée.
En 2019, le monocoque prend le départ de la Transat Jacques Vabre entre les mains de Jean-Baptiste Daramy et Alexandre Hamlyn. Il arrive à la quinzième position à Salvador de Bahia après 20 jours, 4 heures, 24 minutes et 30 secondes de course.

### Caisses réunionnaises Complémentaires
En 2022, il prend les couleurs des Caisses réunionnaises Complémentaires et est engagé pour participer à la Route du Rhum entre les mains de Victor Jost.

## Palmarès

### 2011-2012:Bureau Veritas
- 2011 :
  - 1er du Record SNSM
  - 1er de Les Sables-Horta-Les Sables

- 2012 :
  - 2e de la Solidaire du Chocolat
  - 8e de l'Atlantic Cup[7]

### 2012:IX Blue
- 7e de la Transat Québec-Saint-Malo[7]

### 2013:Mr Bricolage
- 8e de l'Armen Race[7]
- 9e de Les Sables-Horta-Les Sables[7]
- 17e de la Transat Jacques Vabre

### 2014:IX Blue-BRS
- 2e de l'Armen Race[7]
- 5e de La Qualif'[7]
- 4e de la Route du Rhum

### 2015-2017:Masai
- 2015 :
  - 8e de Les Sables-Horta-Les Sables[7]

- 2016 :
  - 7e du Grand Prix Guyader[7]
  - 19e de la Normandy Channel Race[7]

### 2018-2019:Chocolats Paries - Coriolis Composite
- 2018 :
  - 13e du Grand Prix Guyader[7]
  - 3e de l'Armen Race[7]
  - 10e de la Route du Rhum
- 2019 :
  - 4e du Grand Prix Guyader[7]
  - 5e de l'Armen Race[7]
  - 7e de Les Sables-Horta[10]
  - 15e de la Transat Jacques Vabre

### Depuis 2022:Caisses réunionnaises Complémentaires
- 2022 :
  - 28e de la Drheam Cup[7]